# Royal Caro
Royal Caro este o companie cu capital privat integral românesc, înființată în anul 1991, specializată în importul, producția și desfacerea bijuteriilor din aur de 14k și 18k, cu și fără pietre prețioase, bijuterii din argint, precum și curele de ceasuri, cutiuțe și display-uri pentru bijuterii.
Compania a fost înființată în anul 1991 și comercializează produse ale unor mărci internaționale de ceasuri și bijuterii de lux, printre care Paco Rabane, Cover, Aliviero Martini, Pluvioro, Creazioni Delta, Artlinea, Arkano, Diamantica, Esprit, Mexx, Marc O'Polo și altele.
Număr de angajați în 2007: 60
Cifra de afaceri în 2006: 5 milioane euro